# QQ音乐巅峰盛典
QQ音乐巅峰盛典（英語：QQ Music Awards），前称QQ音乐年度盛典暨巅峰榜颁奖典礼，是腾讯音乐娱乐集团2014年至2016年举办的年度数字音乐颁奖典礼，每年3月于深圳湾体育中心举行，现已被腾讯音乐娱乐盛典取代。
2024年的QQ音乐巅峰盛典是新设立的奖项，基于QQ音乐巅峰榜的年度榜单内获奖的音乐及音乐人而举办的。3月30-31日在广州大学城体育中心体育场举办首届QQ音乐年度盛典。

## 2014-2016年 得奖名单
2014年至2016年的QQ音乐巅峰盛典是个年度数字音乐颁奖典礼。奖项类别根据整体数字音乐表现决定。

### 2014年
- 年度最佳内地男歌手：李健
- 年度最佳内地女歌手：张靓颖
- 年度最佳港台男歌手：林俊杰
- 年度最佳港台女歌手：田馥甄
- 最受欢迎内地男歌手：韩庚
- 最受欢迎内地女歌手：张靓颖
- 最受欢迎港台男歌手：周杰伦
- 最受欢迎港台女歌手：蔡依林
- 最受欢迎欧美歌手：Bruno Mars
- 最受欢迎日韩歌手：权志龙
- 年度最佳国语专辑：林俊杰《因你而在》、田馥甄《渺小》
- 年度最佳粤语专辑：容祖儿《小日子》
- 年度最佳古典专辑：郎朗《PROKOFIEV 3 BARTOK 2》
- 年度最佳改编专辑：李健《李健 拾光》
- 年度最佳影视原声带：周杰伦《天台电影原声带》
- 年度最佳演唱会录影带：蔡依林《Myself世界巡回演唱会 台北安可场》
- 至尊分享：苏打绿《我好想你》
- 人气搜索奖：谢霆锋
- 年度最佳跨界男艺人：谢霆锋
- 年度最佳跨界女艺人：陶晶莹
- 最具影响力海外艺人：Rain
- 国际乐坛最具影响力中国艺术家：郎朗
- 年度乐坛新声：欧汉声、吉克隽逸
- 年度最佳全能艺人：周杰伦
- 年度最佳电视音乐节目：《2013快乐男声》
- 年度最佳QQ音乐校园行：钟欣桐
- 年度最佳QQ音乐首唱会：周蕙
- 年度热歌金曲：
  - 胡夏《傻瓜探戈》
  - 王铮亮《时间都去哪儿了》
  - 容祖儿《破了的米菲兔》
  - BY2《没理由》
  - 五月天《伤心的人别听慢歌》
  - 田馥甄《渺小》
  - 谢安琪《眼泪的名字》
  - 安又琪《微笑面具》
  - 关喆《想定下来》
  - 钟欣桐《桐花》

### 2015年
- 年度最佳内地男歌手：华晨宇
- 年度最佳内地女歌手：张靓颖
- 年度最佳台湾男歌手：王力宏
- 年度最佳台湾女歌手：蔡依林
- 年度最佳香港男歌手：张敬轩
- 年度最佳香港女歌手：邓紫棋
- 内地最佳音乐制作人：李泉
- 港台最佳音乐制作人：林俊杰
- 年度最佳唱作乐团：苏打绿
- 最受欢迎内地男歌手：张杰
- 最受欢迎内地女歌手：李宇春
- 最受欢迎港台男歌手：林俊杰
- 最受欢迎港台女歌手：蔡依林
- 最受欢迎欧美歌手：Justin Timberlake
- 最受欢迎日韩歌手：权志龙
- 最受欢迎华语组合：TFBOYS
- 最受欢迎海外组合：BIGBANG
- 年度乐坛新势力组合：TFBOYS、WINNER
- 最具影响力海外艺人：PSY
- 最高人气年度艺人：王力宏
- 全能艺人：周杰伦
- 年度乐坛新势力：李荣浩
- 内地最佳国语专辑：李荣浩《李荣浩》、李宇春《1987我不知会遇见你》
- 港台最佳国语专辑：林俊杰《新地球》、蔡依林《呸》
- 年度最佳影视金曲：邓紫棋《后会无期》
- 年度最佳国际单曲：王力宏《忘我》
- 年度最佳演唱会专辑：张敬轩《Hins Live in Passion 张敬轩演唱会2014》
- 年度畅销数字专辑：周杰伦《哎哟，不错哦》
- 年度最佳唱作专辑：梁博《梁博》
- 年度最佳现场录音专辑：王力宏《The Free Show 2014》
- 年度创意独家首发专辑：关喆《寂寞》、何超仪和海胆乐队《摇滚妹子》、许嵩《不如吃茶去》、牛奶咖啡《时间的光》、安心亚《在一起》
- QQ音乐巅峰榜人气搜索：邓紫棋《泡沫》
- 最具影响力演唱会：张杰《未LIVE》
- 年度最佳QQ音乐校园行：袁咏琳
- 年度最佳QQ音乐首唱会：张靓颖
- 年度最佳QQ音乐在线演唱会：李圣杰
- 年度最佳QQ音乐互动演唱会：华晨宇
- 年度最佳演唱会：苏打绿
- 奥迪A3·QQ音乐网络人气王：TFBOYS
- 年度最佳突破艺人：张靓颖
- 华语乐坛荣誉大奖：陈洁仪
- 年度十大热歌金曲：
  - 金贵晟《虹之间》
  - 阿兰《蓦兰》
  - 李琦《唱给十年后的自己》
  - 李泉《再见忧伤》
  - A-Lin《罪恶感》
  - 筷子兄弟《小苹果》
  - 崔子格《暖男》
  - 毕夏《不是我不明白》
  - 关喆《重度寂寞》
  - 朴树《平凡之路》

### 2016年
- 年度最佳内地男歌手：鹿晗
- 年度最佳内地女歌手：周笔畅
- 年度最佳港台男歌手：林俊杰
- 年度最佳港台女歌手：邓紫棋
- 年度最佳组合：Twins
- 最受欢迎内地男歌手：李荣浩
- 最受欢迎内地女歌手：张靓颖
- 最受欢迎港台男歌手：王力宏
- 最受欢迎港台女歌手：A-Lin
- 最受欢迎欧美歌手：Rita Ora
- 最受欢迎华语组合：TFBOYS
- 最受欢迎海外组合：BIGBANG
- 年度最具影响力女歌手：李宇春
- 年度最具影响力男歌手：权志龙
- 国际乐坛最具影响力中国艺术家：郎朗
- 内地最佳国语专辑：崔健《光冻》
- 港台最佳国语专辑：王力宏《你的爱》
- 年度最佳音乐录影带：BIGBANG《BANG BANG BANG》
- 年度最佳音乐制作人：王力宏
- 年度乐坛新势力女歌手：窦靖童
- 年度乐坛新势力男歌手：派伟俊
- 年度乐坛新势力组合：iKON
- 年度最佳突破艺人：吴莫愁
- 年度跨界艺人：李宇春
- 年度最佳影视金曲：A-Lin《忘记拥抱》、张磊《一念天堂》、李玉玺《我们青春》、严艺丹《醉城伤》、韦礼安《别说没爱过》、李琦《最长的旅途》、王铮亮《Say Yes》、岳云鹏《五环之歌》
- 年度媒体推荐专辑：iKON 《WELCOME BACK》、小霞 《小霞》、吴克群 《数星星的人》
- 年度最佳国际单曲：李宇春《混蛋，我想你》
- 年度最佳舞台演绎：张靓颖、吴克群
- 年度最佳电视音乐节目：中国好声音（第四季）
- 年度最佳古典专辑：郎朗《郎朗在巴黎》
- 年度最佳演唱会专辑：庾澄庆《我的哈林年代演唱会》
- 年度最佳创意专辑：周笔畅《翻白眼》
- 年度最佳现场录音专辑：梁博《迷藏》
- 年度最佳唱作专辑：林俊杰《和自己对话 From M.E. To Myself》、邓紫棋《新的心跳》
- 年度音乐全能艺人：周杰伦
- 年度最具影响力演唱会：周杰伦
- 年度畅销内地数字专辑：鹿晗《Reloaded I 》《Reloaded II 》《Reloaded +》
- 年度畅销港台数字专辑：林俊杰《和自己对话 From M.E. To Myself》
- 年度畅销海外数字专辑：BIGBANG 《M》《A》《D》《E》
- 巅峰粉丝大奖：鹿晗粉丝团、TFBOYS粉丝团、BIGBANG粉丝团
- QQ音乐年度热搜歌手：窦靖童
- QQ音乐巅峰榜至尊分享奖：TFBOYS
- QQ音乐巅峰榜人气搜索奖：李荣浩
- QQ音乐巅峰现场最佳演绎：周柏豪、泳儿
- QQ音乐年度巅峰人气歌手：周杰伦
- 年度乐坛杰出贡献歌手：崔健
- 年度十大热歌金曲：
  - 趙照《当你老了》
  - 周柏豪《相安无事》
  - 泳儿《挡不住的风情》
  - Twins《LOL》
  - 苏运莹《野子》
  - 毕书尽《Love More》
  - 袁咏琳《刺猬的拥抱》
  - 小霞《舍不得》
  - 孙子涵《壁咚（未完成）》
  - 乔任梁《洛丽塔》

## 2024年 得奖名单
2024年的QQ音乐巅峰盛典奖项类别仅根据巅峰榜单决定。

### 2024年
- 年度巅峰潜力男歌手：石凯
- 年度巅峰潜力女歌手：王靖雯
- 年度巅峰作词人：方文山
- 年度巅峰作曲人：钱雷
- 年度巅峰影响力主理人：徐良
- 年度巅峰卓越歌手：张远
- 年度巅峰飞跃男歌手：黄子弘凡
- 年度巅峰飞跃女歌手：孙盛希
- 年度巅峰正能量歌曲：《离别开出花(弹唱版)》
- 年度巅峰态度男歌手：周震南
- 年度巅峰态度女歌手：刘恋
- 最受期待巅峰歌手：周震南
- 年度巅峰新锐男歌手：郑润泽
- 年度巅峰新锐女歌手：SNH48袁一琦
- 年度巅峰潮流歌手：王琳凯
- 年度巅峰品质歌手：张栋梁
- 年度巅峰实力女歌手：袁娅维
- 年度巅峰实力男歌手：苏醒
- 年度巅峰港台男歌手：陶喆
- 年度巅峰港台女歌手：陈嘉桦
- 年度巅峰演唱会：2023王源客厅狂欢巡回演唱会
- 年度巅峰影响力歌手：张碧晨
- 年度巅峰音乐人：王源

- 年度巅峰电子音乐人：CARTA
- 年度巅峰说唱男歌手：宝石Gem
- 年度巅峰说唱女歌手：万妮达
- 年度巅峰表现力男歌手：米卡
- 年度巅峰表现力女歌手：吉克隽逸
- 年度巅峰突破男歌手：胡夏
- 年度巅峰突破女歌手：陈卓璇
- 年度巅峰魅力女歌手：谢可寅
- 年度巅峰魅力男歌手：伯远
- 年度巅峰乐队：二手玫瑰
- 最受期待巅峰歌曲：刘宇《captain》
- 年度巅峰潮流团体：威神V
- 年度巅峰风尚歌手：孟佳
- 年度巅峰热度男歌手：张新成
- 年度巅峰热度女歌手：鞠婧祎
- 年度巅峰人气歌手：陈立农
- 年度巅峰榜样歌手：单依纯
- 年度巅峰女化推广歌手：刘宇
- 年度巅峰影视单曲：张杰《万物不如你》
- 年度巅峰歌手：张杰